# Fimbristylis gambleana
Fimbristylis gambleana är en halvgräsart som beskrevs av Johann Otto Boeckeler. Fimbristylis gambleana ingår i släktet Fimbristylis och familjen halvgräs. Inga underarter finns listade i Catalogue of Life.